# 衮桑巴
衮桑巴（藏語：ཀུན་བཟང，威利转写：kun bzang；1445年—1479年），即衮杜桑波，西藏歷史上仁蚌巴的领袖，明代帕竹政权官员，藏族，属于格尔氏族。
他曾祖父南喀堅贊是释迦仁钦的女婿，祖父南喀杰波。诺布桑波第二子。他依靠父祖的資本，历任娘麥桑珠孜的宗本。闡化王札巴迥乃任命他為仁蚌宗宗本。他和薩迦派大德袞欽桑結佩、果熱索南僧格二人建立供施檀越關係。他在仁蚌宗噶廈地吉木才建立講經寺院，幫助緣興建立達納土丹南傑寺。其子顿月多吉，弟弟措杰多吉。